# Oton (Ervenik)
Oton je naselje općine Ervenik, u Šibensko-kninskoj županiji. 

## Zemljopis
S obzirom na nadmorske visine zaselaka, Oton se dijeli na Oton Polje, Oton Brdo, Oton Bender i Oton Kobilice. Nalazi se oko 10 kilometara sjeverozapadno od Knina, između kanjona Zrmanje na zapadu, Kobilice na sjeveru i Radljevca na istoku. Granica naselja na jugu je Debelo brdo.

## Povijest
Oton se od 1991. do 1995. godine nalazio pod srpskom okupacijom, tj. bio je u sastavu SAO Krajine.

## Stanovništvo
Prema popisu iz 2011. godine naselje je imalo 164 stanovnika.
| broj stanovnika | 799   | 844   | 788   | 859   | 904   | 992   | 905   | 961   | 991   | 1037  | 1022  | 954   | 804   | 699   | 168   | 164   | 102   |
|                 | 1857. | 1869. | 1880. | 1890. | 1900. | 1910. | 1921. | 1931. | 1948. | 1953. | 1961. | 1971. | 1981. | 1991. | 2001. | 2011. | 2021. |